# تاراديل
بلدية تاراديل (بالكاتالانية: Taradell) هي إحدى بلديات مقاطعة برشلونة، والتي تقع في منطقة كاتالونيا، شرق إسبانياوتقع على سفح جبل مونستي
يبلغ عدد سكانها 5.864 نسمة وفقاً لإحصائية سنة (2007).

## أعلام
- خوان سيجارا